# West Brome
West Brome ou, pendant un temps, Brome-Ouest, est un village compris dans le territoire de la ville de Lac-Brome dans Brome-Missiquoi au Québec (Canada). Il est situé entre Sutton Junction et Cowansville sur le chemin de fer du Canadien Pacifique.

## Toponymie
Le village doit son nom à sa position occidentale dans le canton de Brome, municipalisé en 1845.
Les noms de Brome-Ouest et West Brome sont officialisés le 5 décembre 1968 au Répertoire géographique du Québec. La forme anglophone prime depuis le 5 avril 1984.

## Géographie
Le village est localisé le long de la rivière Yamaska Sud-Est entre Sutton et Cowansville.

## Histoire
Le canton de Brome est proclamé le 18 août 1797, bien qu'ayant accueilli des réfugiés y squattant à la fin du xviiie siècle. Le premier occupant permanent des environs de West Brome est Ebenezer Collins. Il s'établit en 1795 attiré dans les environs par son frère établi près de la limite avec le canton de Dunham. Collins est rejoint en 1798 par les loyalistes Isaiah Sweet et James Nelson Pettes, ayant servi dans la province de New York sous les ordres de John Burgoyne. Les colons défrichent et opèrent des fermes prospères ainsi que des moulins sur la rivière dès 1805.
Collins vend sa propriété en 1815, laquelle est transigée de nombreuses fois avant d'être acquise en 1837 par Stephen Hungerford et son associé S. H. Peckham, qui agrandit le moulin à carder et la minoterie, en plus d'ériger un moulin à scie. Hungerford ouvre un magasin général en 1860 et une fabrique de laine en 1864. Un autre magasin général, le magasin Edward's, encore en opération en 2021, ouvre en 1852.
Entre-temps, une école, la West Brome Academy a été bâtie en 1857. Des pasteurs congrégationnalistes basés à Nelsonville y prêchent, tandis qu'un révérend épiscopalien y célèbre la messe du dimanche. Une communauté méthodiste kilhamite est fondée la même année, et une église de brique rouge desservant la communauté est construite par des contracteurs locaux.

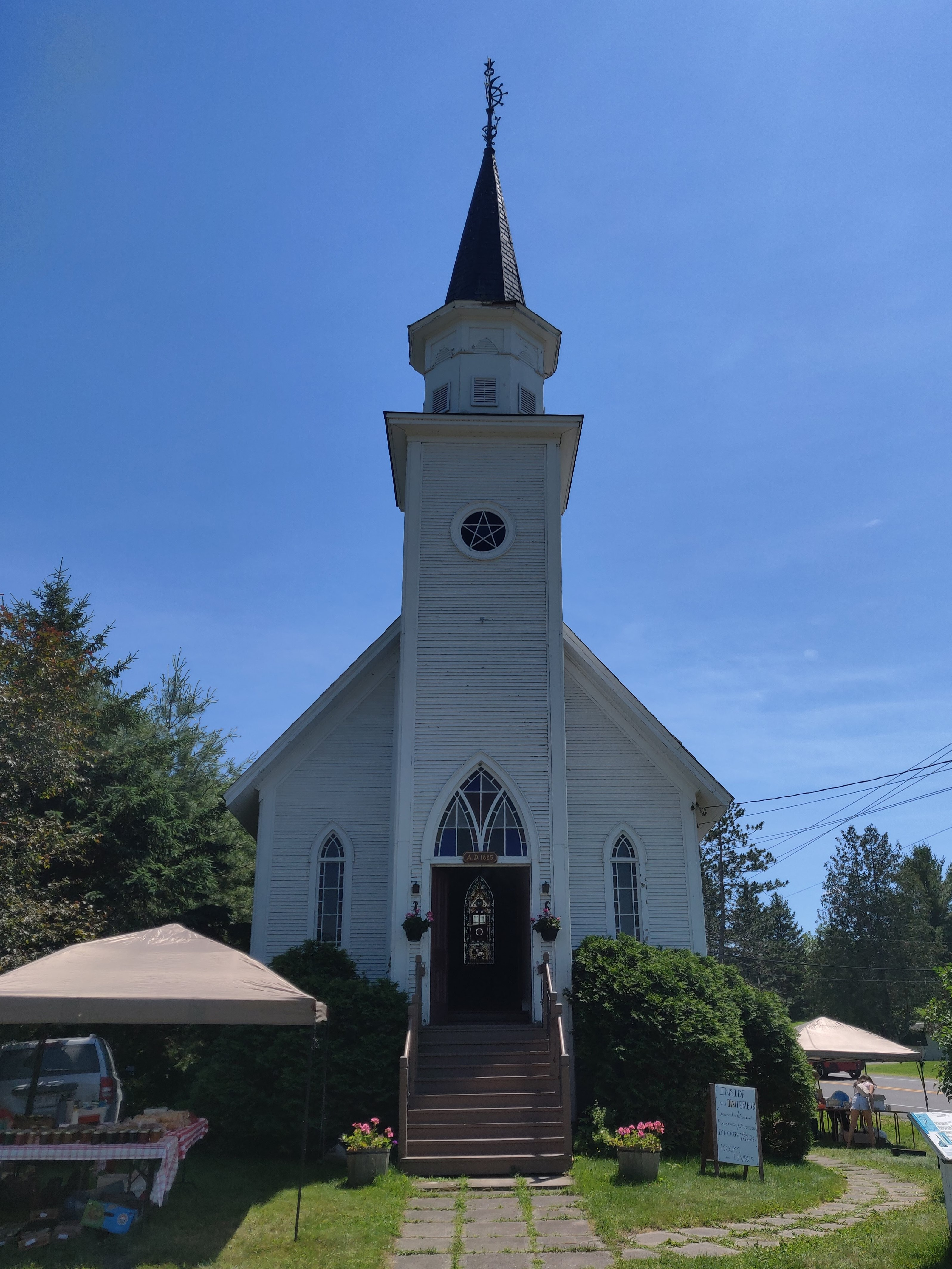
L'église anglicane Church of the Ascension est construite en 1885.

L'école est vendue en 1874 à Asa B. Foster (en), qui la transforme en gare ferroviaire dans le cadre de la construction du chemin de fer South Eastern entre Sutton et Drummondville. La communauté anglicane continue d'y célébrer ses messes jusqu'à la construction d'une église de bois en 1885.

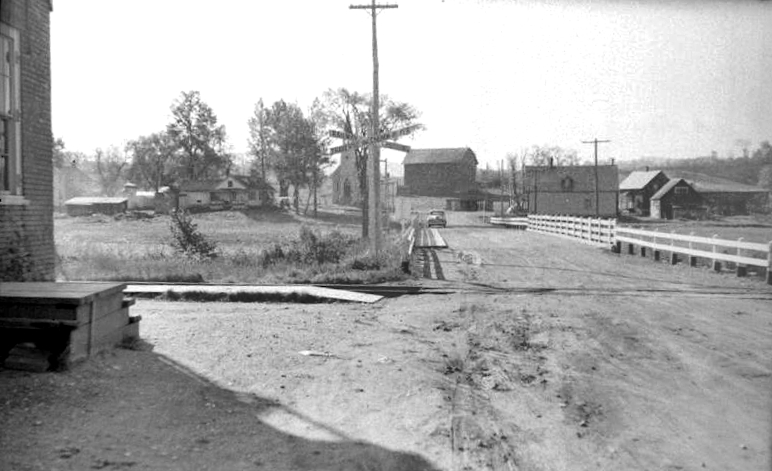
Vue du village depuis la gare en 1946.

L'église méthodiste accueille sa dernière célébration en 1967, puis est convertie en salle de spectacle,.